# Centrum (Zutphen)

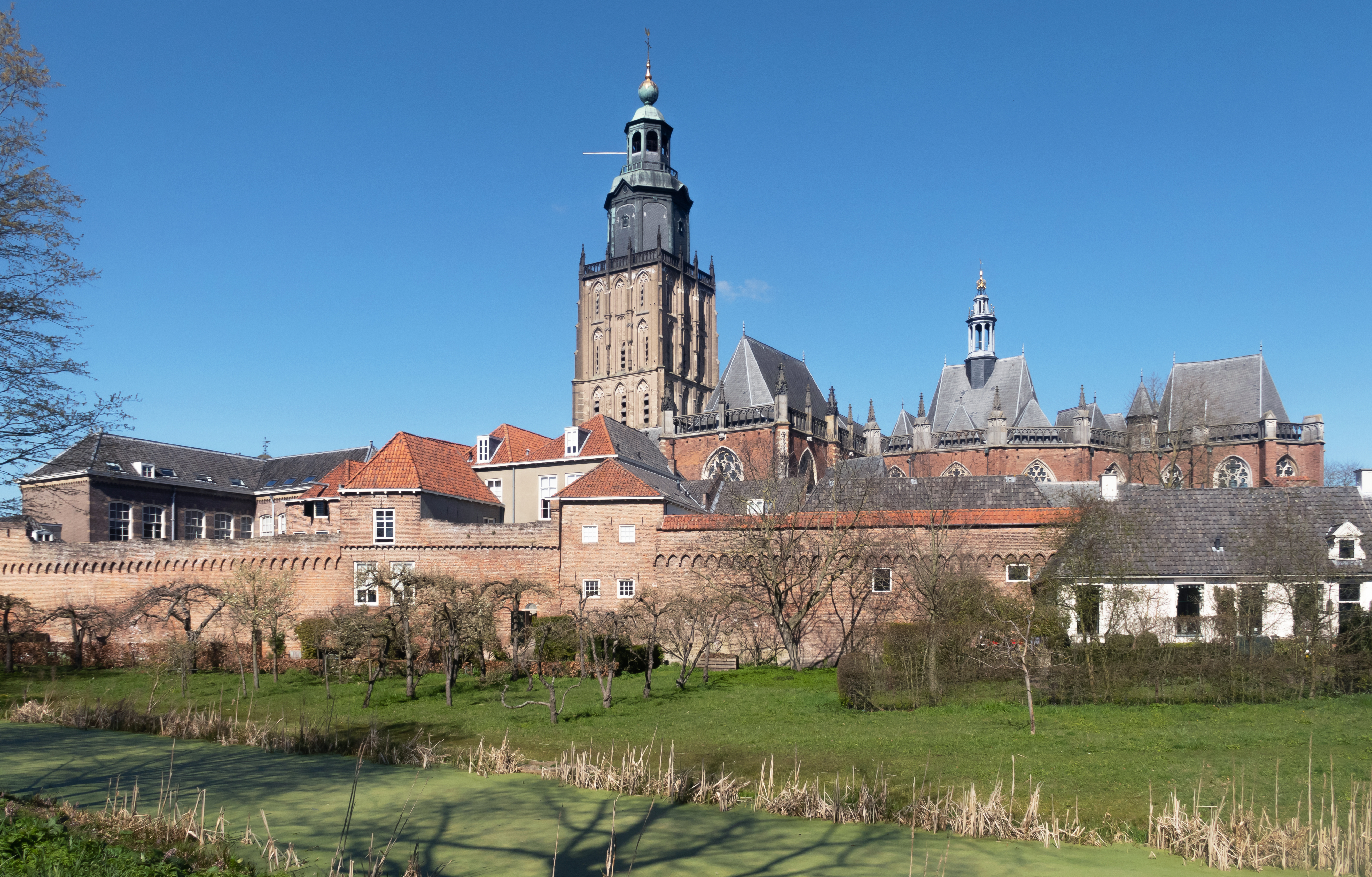
De Zutphense binnenstad vanaf de martinetsingel

Centrum (ook wel centrum en Noorderhaven genoemd) is een wijk in de gemeente Zutphen. De wijk omvat de historische binnenstad van Zutphen, het dorp De Hoven en de buurt Noorderhaven en het in deze buurt gelegen bedrijventerrein de Mars.
De historische binnenstad van Zutphen die gelegen is in deze wijk wordt veel bezocht door toeristen, die de stad onder andere bezoeken vanwege bijvoorbeeld de architectuur of vanwege de geschiedenis van Zutphen, waar meerdere musea aan gewijd zijn.

## Voorzieningen
De wijk is heeft door de in de wijk gelegen binnenstad en het bedrijventerrein de Mars in de buurt Noorderhaven veel winkels en bedrijven. Ook ligt het Zutphense gemeentehuis in deze wijk evenals het treinstation en drie kleine havens.
In de stadskern zijn vooral veel winkels, restaurants en een aantal hotels, ook zijn er een aantal nachtclubs. Ook is er een bibliotheek.

## Bezienswaardigheden
In de wijk zijn tal van bezienswaardigheden en rijksmonumenten.
- De Sint-Walburgiskerk is een kerk aan het 's-Gravenhof in Zutphen waarvan het oudste deel uit de 11e eeuw dateert. De toren was tot 1600 107,5 meter hoog, hoger dan de domtoren in Utrecht.
- De Wijnhuistoren is een toren met een carillon, de bovenkant van de toren is geïnspireerd is door de westertoren.
- De Drogenapstoren is een toren die vroeger dienstdeed als stadspoort en later als watertoren. Vernoemd naar stadsmuzikant Tonis Drogenap, die er halverwege de zestiende eeuw kwam wonen.